# Girl, Interrupted (film)
Girl Interrupted (în română Tinerețe furată) este un film dramatic american din 1999, scris și regizat de James Mangold, după un scenariu de Mangold, Lisa Loomer și Anna Hamilton Phelan, și bazat pe cartea de memorii cu același nume scrisă de Susanna Kaysen. Cu o distribuție formată din Winona Ryder, Angelina Jolie, Clea DuVall, Brittany Murphy, Elisabeth Moss, Jared Leto, Angela Bettis, Jeffrey Tambor, Vanessa Redgrave și Whoopi Goldberg, filmul urmărește o tânără care petrece 18 luni internată într-un spital psihiatric în urma unei tentative de sinucidere.
Girl Interrupted a fost lansat în cinematografele din Statele Unite pe 21 decembrie 1999. A primit recenzii mixte la lansare din partea criticilor; cu toate acestea, Ryder, Jolie și Murphy au fost aclamate pe scară largă pentru interpretările lor. Filmul a avut încasări de 48 de milioane de dolari la nivel mondial, devenind astfel un succes comercial.

## Acțiune
În 1967, în New England, Susanna Kaysen, o tânără de 18 ani lipsită de ambiții, are o cădere nervoasă și ia o supradoză de aspirină și alcool. Împotriva voinței ei, este internată în Claymoore, un spital local de boli psihice. În secția de psihiatrie, Susanna se împrietenește cu Polly „Torch” Clark, o tânără copilăroasă cu schizofrenie; Daisy Randone, care se automutilează și suferă de tulburare obsesiv-compulsivă; Georgina Tuskin, o mincinoasă patologică, și colega de cameră a Susannei; și Janet Webber, o femeie sardonică cu anorexie. Susanna este atrasă în mod deosebit de sociopata Lisa Rowe, rebelă, dar carismatică, care o încurajează pe Susanna să nu-și mai ia medicamentele și să reziste terapiei.
Lisa le ajută pe fete să se furișeze noaptea în tunelurile subterane ale spitalului, și le batjocorește continuu pe ele și pe personal, inclusiv pe severa asistentă șefă, Valerie Owens. Prin intermediul ședințelor regulate de terapie cu doctorul Melvin Potts, Susanna află că suferă de tulburare de personalitate borderline, un fapt pe care Potts i-l ascunde inițial. 
Susanna are o relație ocazională cu Toby, un tânăr care a fost recrutat pentru a servi în războiul din Vietnam. El o vizitează pe Susanna și o imploră să fugă cu el în Canada. Susanna îi spune că s-a împrietenit cu celelalte fete și că ar vrea să plece într-o zi din spital, dar nu cu el. În aceeași noapte, Polly are o cădere nervoasă, și este plasată în izolare. Lisa o droghează pe asistenta de noapte cu un sedativ, și încearcă împreună cu Susanna să o consoleze pe Polly, cântându-i. De asemenea, Susanna se sărută cu John, unul dintre îngrijitorii spitalului, care este îndrăgostit de ea. Dimineața, când Valerie găsește grupul dormind în hol, le pedepsește pe cele două fete, în special pe Lisa, care este supusă unui tratament cu electroșocuri urmat de izolare.
Mai târziu în acea noapte, Lisa reușește să evadeze din detenție și o convinge pe Susanna să fugă cu ea. Fetele fac autostopul până la apartamentul proaspăt închiriat al lui Daisy, care fusese eliberată. Aceasta insistă că s-a vindecat de boala ei, dar este confruntată de Lisa când descoperă că Daisy se taie. Lisa o tachinează și o ironizează pe Daisy, acuzând-o că se bucură de abuzurile sexuale incestuoase pe care le suferă din partea tatălui ei. În dimineața următoare, Susanna o găsește pe Daisy moartă în baia ei, după ce și-a tăiat venele și s-a spânzurat. Susanna sună după o ambulanță și se întoarce la Claymoore, în timp ce Lisa fuge în Florida.
Revenită la spital, Susanna se preocupă cu pictura și scrisul, și începe să ia în serios terapia, inclusiv ședințele regulate cu psihologul șef Sonia Wick. Înainte ca Susanna să fie eliberată, Lisa este reținută, și se întoarce la Claymoore. Seara, Lisa fură jurnalul Susannei, și le citește fetelor câteva din însemnări în tuneluri, încercând să le întoarcă împotriva ei. Susanna, furioasă, o înfruntă pe Lisa, acuzând-o că este moartă pe dinăuntru, și criticându-i comportamentul abuziv, faptul că a devenit dependentă de Claymoore și că este lipsită de milă și empatie. Lisa cedează și se gândește la sinucidere, dar Georgina reușește să o descurajeze. Înainte de a fi eliberată a doua zi, Susanna se duce să o viziteze pe Lisa, acum imobilizată și aflată în izolare. Cele două se împacă, iar Lisa insistă că nu este chiar lipsită de inimă. Se despart, și Susanna își ia rămas bun de la toată lumea, cerându-și iertare de la Georgina și Polly pentru ceea ce a scris despre ele în jurnalul ei, ambele fete acceptând scuzele înainte ca Susanna să plece.

## Distribuție
- Winona Ryder în rolul Susannei Kaysen, protagonista. Kaysen avea 18 ani când a fost diagnosticată cu tulburare de personalitate borderline.
- Angelina Jolie în rolul Lisei Rowe, diagnosticată ca sociopată. Carismatică, manipulatoare, rebelă și abuzivă, se află în instituție de la vârsta de 12 ani și a evadat de mai multe ori de-a lungul celor opt ani petrecuți acolo, dar este întotdeauna prinsă și adusă înapoi.
- Clea DuVall este Georgina Tuskin, o mincinoasă patologică în vârstă de șaptesprezece ani. Este colega de cameră a Susannei și una dintre cele mai apropiate prietene ale sale.
- Brittany Murphy în rolul lui Daisy Randone, o fată de optsprezece ani abuzată sexual, cu TOC, care se automutilează și este dependentă de laxative.
- Elisabeth Moss în rolul lui Polly „Torch” Clark, o victimă a arsurilor care suferă de schizofrenie.
- Jared Leto în rolul lui Tobias Jacobs, fostul iubit al Susannei, care intenționează să fugă în Canada după ce a fost recrutat în armată.
- Jeffrey Tambor în rolul Dr. Melvin Potts
- Travis Fine în rolul lui John, un infirmier care este îndrăgostit de Susanna.
- Jillian Armenante este Cynthia Crowley. Susține că este o sociopată ca Lisa, dar Lisa neagă afirmația și spune că este o „lesbiană”.
- Angela Bettis este Janet Webber, o pacientă anorexică.
- Vanessa Redgrave în rolul Dr. Sonia Wick, psihologul șef al spitalului.
- Whoopi Goldberg este Valerie Owens, asistenta șefă severă, dar grijulie, care supraveghează spitalul.
- Bruce Altman în rolul profesorului Gilchrest
- Mary Kay Place în rolul doamnei Gilchrest

În plus, Ray Baker îl interpretează pe Carl Kaysen, tatăl Susannei, în timp ce Joanna Kerns o interpretează pe Annette, mama Susannei.

## Recepție
Girl, Interrupted a primit recenzii mixte din partea criticilor. Publicul a reacționat mai favorabil. Din 2022, filmul deține un rating de 53% pe site-ul agregator de recenzii Rotten Tomatoes, bazat pe 115 recenzii, cu un rating mediu de 5,70/10. Consensul site-ului afirmă: „Angelina Jolie oferă o interpretare intensă, dar în general Girl, Interrupted suferă din cauza unei intrigi slabe și previzibile, care nu reușește să capteze puterea materialului său sursă”. Filmul are, de asemenea, un rating de 51 pe Metacritic, pe baza a 32 de recenzii, indicând „recenzii mixte sau medii”. Audiențele chestionate de CinemaScore au dat filmului o notă medie de „B” pe o scară de la A+ la F.
Paul Tatara de la CNN a criticat scenariul filmului pentru faptul că dialogul conține puțină „reflecție asupra propriei persoane”, adăugând că „Fiecare fată primește pur și simplu o particularitate pe care o poartă după ea ca pe un lanț”. Tatara a rezumat: „Vestea bună este că Girl, Interrupted al scenaristului și regizorului James Mangold este unul dintre cele mai bune filme ale anului. Vestea proastă este că trebuie să fii o fată hipersensibilă de 17 ani pentru a crede asta”. Roger Ebert a criticat eșecul filmului de a se concentra pe temele pe care le prezintă, scriind „Filmul este în mare parte despre caracter și comportament, și, deși există scene individuale de actorie impresionantă, nu pare să existe o destinație. Acesta este motivul pentru care concluzia este atât de nesatisfăcătoare: Povestea, după ce nu a reușit să se doteze cu conflicte de caracter care pot fi rezolvate cu dramă, apelează în schimb la melodramă”.

## Coloană sonoră
Coloana sonoră oficială a filmului a fost lansată pe 18 ianuarie 2000.
| Nr. | Titlu                          | Artist                  | Lungime |  |
| 1.  | „Downtown”                     | Petula Clark            | 3:05    |  |
| 2.  | „It's All Over Now, Baby Blue” | Them                    | 3:50    |  |
| 3.  | „Got a Feelin'”                | The Mamas and the Papas | 2:44    |  |
| 4.  | „Time Has Come Today”          | The Chambers Brothers   | 2:37    |  |
| 5.  | „Comin' Back to Me”            | Jefferson Airplane      | 5:14    |  |
| 6.  | „Angel of the Morning”         | Merrilee Rush           | 3:19    |  |
| 7.  | „Right Time”                   | Aretha Franklin         | 4:45    |  |
| 8.  | „How to Fight Loneliness”      | Wilco                   | 3:52    |  |
| 9.  | „The Weight”                   | The Band                | 4:23    |  |
| 10. | „The End of the World”         | Skeeter Davis           | 2:33    |  |